# Cattedrale della Natività di Nostra Signora (Macao)
La cattedrale della Natività di Nostra Signora (in portoghese: Igreja da Natividade de Nossa Senhora) conosciuta anche come Igreja da Sé, è la sede della diocesi di Macao, nonché parte del centro storico di Macao iscritto nella lista dei beni patrimonio dell'umanità dell'UNESCO. Il primo nucleo della struttura è da far risalire al 1622, quando la chiesa venne edificata in legno, ed elevata a cattedrale e sede diocesana nel 1623. Prima la sede era insediata nella chiesa di San Lazzaro. Nella metà del XIX secolo, ovvero duecento anni dopo, la cattedrale aveva un aspetto molto decadente, anche per via dei danni subiti dal tifone che investì Macao nel 1836, e per questo vennero avviate delle opere di restauro. L'edificio in legno venne sostituito da uno in pietra concluso nel 1850, seguendo i progetti dell'architetto macaoense Tomás D'Aquino, e consacrato nello stesso anno dal vescovo di Macao. La cattedrale che si può vedere oggi non è altro che il risultato dei lavori di ristrutturazione conclusi nel 1937.
Il nome della cattedrale è dovuto all'iscrizione latina che si trova sul suo frontone che recita: "S.S.M.V. Mariae Nascenti", appunto "Natività di Nostra Signora Vergine Maria".
La facciata della chiesa è formata da due solide torri laterali e da tre porte massicce. Interiormente è magnificamente decorata con vari altari laterali e pulpiti di marmo, inoltre le vetrate raffigurano alcune scene della nascita della Vergine Maria e altre immagini dedicate ai dodici Apostoli. Alcuni degli altari laterali sono dedicati al Sacro Cuore di Gesù, a Nostra Signora di Fatima, a Cristo Re, a Santa Teresa di Lisieux e a San Giovanni Battista (patrono di Macao).
Prima del trasferimento dell'autorità di Macao alla Cina, nella cattedrale della Natività di Nostra Signora si era soliti investire i nuovi governatori che si erano insediati al governo della colonia portoghese.